# Helen McEntee

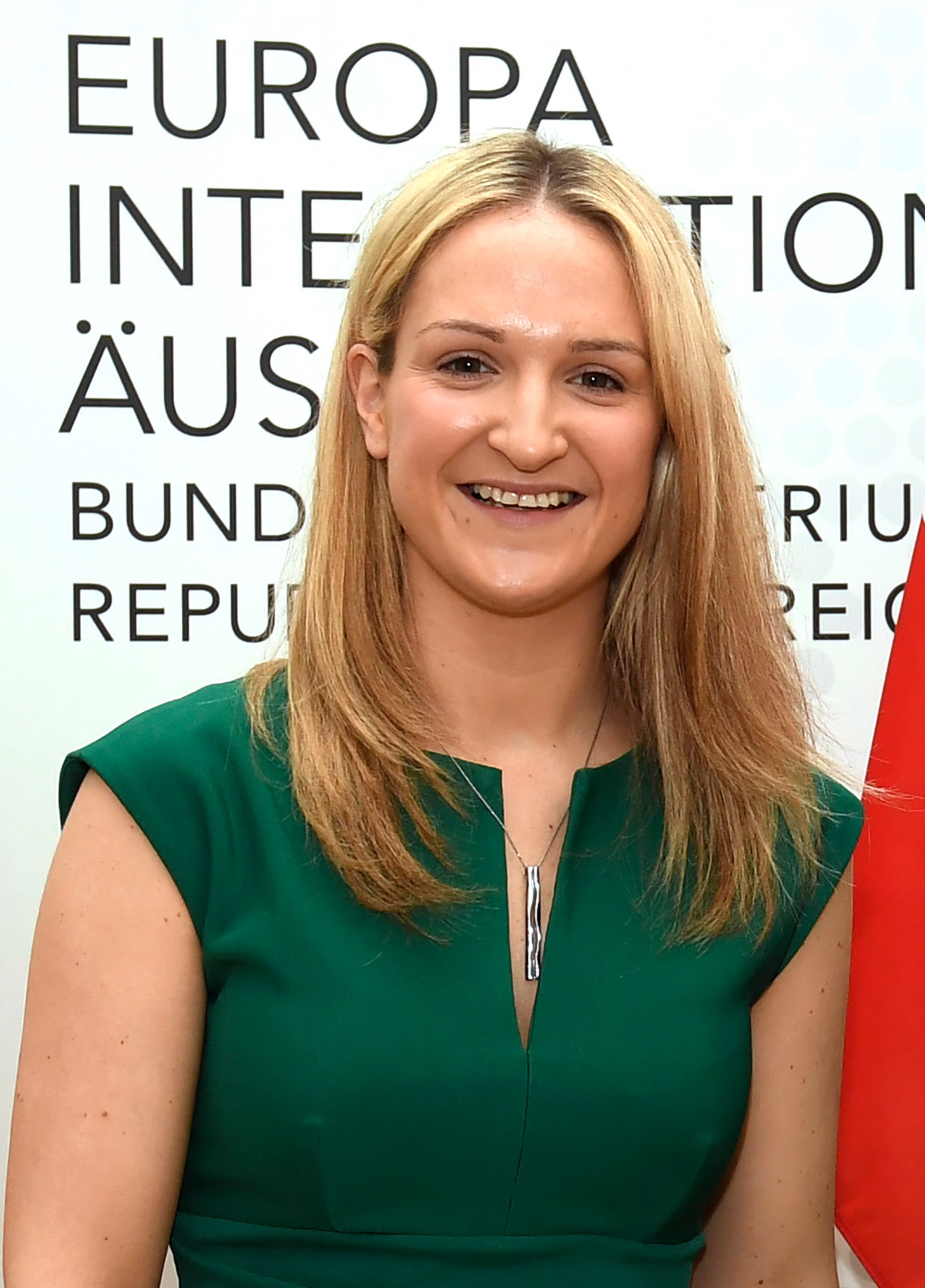
Helen McEntee (2018)

Helen McEntee (irisch Héilin Nic an tSaoi, * Juni 1986 in Navan, County Meath, Irland) ist eine irische Politikerin der Fine Gael.

## Leben
McEntee wuchs in County Meath auf und besuchte die St Josephs Mercy Secondary School in Navan. Sie studierte an der Dublin City University. Nach dem Abschluss ihres Studiums wurde sie kurzzeitig für die Citibank tätig.
Bei der Nachwahl am 27. März 2013 im Wahlkreis Meath East wurde sie für die Fine Gael in den 31. Dáil Éireann gewählt. Sie besetzte damit den vakanten Sitz ihres verstorbenen Vaters Shane McEntee neu. Bei der nächsten regulären Wahl, zum 32. Dáil Éireann, konnte sie ihr Mandat verteidigen. Von Juni 2017 bis Juni 2020 war sie Staatsministerin für Europäische Angelegenheiten. Seitdem ist sie Ministerin für Justiz und Gleichstellung in der Regierung Martin I. Schwangerschaftsbedingt unterbrach sie ihre Amtszeit zweimal.
Im November 2023 wurde ihr Rücktritt wegen der Unruhen in Dublin gefordert. Einen Rücktritt lehnte sie ab. Bei den Wahlen zum Dáil Éireann 2024 wurde sie wiedergewählt. In der Regierung Martin II wurde sie Bildungsministerin.
Der Gaelic Footballspieler und Arzt Gerry McEntee ist ihr Onkel. Seit 2017 ist sie mit Paul Hickey verheiratet und hat zwei Kinder.